# Johannes Xylotectus

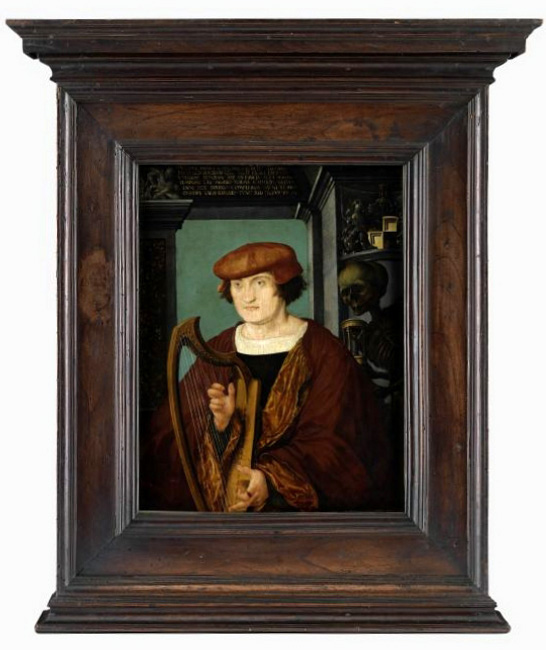
Johannes Xylotectus. Hans Holbein der Jüngere (1520)

Johannes Xylotectus; auch Johannes Ludwig Zimmermann (* 1490 in Luzern; † 6. August 1526 anderes Datum 19. August 1526 in Basel), war ein Schweizer Reformator und Kirchenlieddichter.

## Leben

### Familie
Xylotectus ist eine humanistische Gräzisierung von Zimmermann. Johannes Ludwig stammte aus einem alten Patriziergeschlecht.
Er heiratete 1524 Margarethe, Tochter des Bauern Jost Feer.

### Ausbildung
Nachdem Johannes Xylotectus sich zu einem Theologiestudium an der Universität Basel immatrikuliert hatte, promovierte er 1508 zum Bakkalaureus und 1510 zum Magister Artium. Bereits 1499 war er Chorherrwartner des Stifts Beromünster geworden und 1504 zum Chorherrn zu St. Leodegar im Hof in Luzern ernannt worden.

### Werdegang
Nach Beendigung des Studiums  war Johannes Xylotectus als Lateinlehrer und Chorherr in Luzern tätig und erhielt 1513 die Priesterweihe; zu seinen Schülern gehörte unter anderem Rudolfus Collinus. Von 1519 bis 1522 war er Pfarrer in Hochdorf.

### Geistliches Wirken und Heimatforschung
Während seiner Tätigkeit als Lateinlehrer in Luzern knüpfte Johannes Xylotectus enge Bande zum Humanistenkreis um Joachim Vadian, Huldrych Zwingli, mit dem er auch befreundet war, Glarean und Oswald Myconius. Er wurde auch aufgrund seiner reformatorischen Tätigkeit von Martin Luther geschätzt.
Gemeinsam mit Joachim Vadian, Huldrych Zwingli und Beatus Rhenanus bildete er ein Gremium, das darüber entschied, Oswald Myconius um die Herausgabe einer Schrift zu bitten.
Als seine Stellung in Luzern aufgrund seiner reformatorischen Gesinnung unhaltbar wurde, trat er zur Reformation über, heiratete und siedelte Ende 1524 nach Basel um; er starb dort jedoch bereits 1526 an der Pest. Gemeinsam mit ihm verliess Jodocus Kilchmeyer Luzern, dieser zog jedoch nach Zürich.
In Basel sorgte er dafür, das Johannes Oporinus, den er im Zisterzienserkloster St. Urban kennengelernt hatte, an der Lateinschule in Basel (heute: Gymnasium am Münsterplatz) als Lehrer angestellt wurde; dieser trat später ebenfalls zur Reformation über.
Er verfasste mehrere Kirchenlieder, unter anderem auch das Jakobslied Welcher das Elend bauen will, der mach’ sich auf und rüst’ sich schnell, das schon der ersten Ausgabe des Gesangbuches von Johannes Zwick 1536 abgedruckt war; das Lied wurde auch in Nürnberger Gesangbüchern, unter anderem 1617, aufgenommen.
Sein Schriftverkehr befindet sich im Staatsarchiv Luzern.
Er beschäftigte sich auch mit der Geschichte der Schweiz und tauschte sich hierbei mit Oswald Myconius aus.